# NGC 90

NGC 90

 إن جي سي 90 أو NGC 90 هي مجرة في كوكبة المرأة المسلسلة اكتشفت في 26 أكتوبر 1854.

## روابط خارجية
- NGC 90 على موقع ويكي سكاي: DSS2, SDSS, GALEX, IRAS, Hydrogen α, X-Ray, Astrophoto, Sky Map, Articles and images